# Puchar Świata w skeletonie 2000/2001
Sezon 2000/2001 Pucharu Świata w skeletonie – 15. sezon Pucharu Świata w skeletonie. Rozpoczął się 1 grudnia 2000 roku w niemieckim Winterbergu. Ostatnie zawody z tego cyklu zostały rozegrane 16 lutego 2001 roku w amerykańskim Park City. Rozegranych zostało 8 konkursów: po 4 konkursy kobiet i mężczyzn.
Wśród kobiet zwyciężyła po raz pierwszy w karierze Brytyjka - Alex Coomber, zaś wśród mężczyzn jedyne zwycięstwo w karierze odniósł Amerykanin Lincoln DeWitt.

## Kalendarz Pucharu Świata
| Lp.                               | Data             | Miejscowość | Konkurencja | 1 miejsce      | 2 miejsce        | 3 miejsce         |
| --------------------------------- | ---------------- | ----------- | ----------- | -------------- | ---------------- | ----------------- |
| 1.                                | 1-2 grudnia 2000 | Winterberg  | Mężczyźni   | Jeff Pain      | Jimmy Shea       | Kazuhiro Koshi    |
| 1.                                | 1-2 grudnia 2000 | Winterberg  | Kobiety     | Steffi Hanzlik | Maya Pedersen    | Alex Coomber      |
| 2.                                | 8-9 grudnia 2000 | Igls        | Mężczyźni   | Gregor Stähli  | Lincoln DeWitt   | Kazuhiro Koshi    |
| 2.                                | 8-9 grudnia 2000 | Igls        | Kobiety     | Alex Coomber   | Steffi Hanzlik   | Tricia Stumpf     |
| 3.                                | 16 grudnia 2000  | La Plagne   | Mężczyźni   | Jimmy Shea     | Philippe Cavoret | Lincoln DeWitt    |
| 3.                                | 16 grudnia 2000  | La Plagne   | Kobiety     | Alex Coomber   | Tricia Stumpf    | Lea Ann Parsley   |
| 4.                                | 3 lutego 2001    | Nagano      | Mężczyźni   | Kazuhiro Koshi | Lincoln DeWitt   | Jeff Pain         |
| 4.                                | 3 lutego 2001    | Nagano      | Kobiety     | Steffi Hanzlik | Alex Coomber     | Monique Riekewald |
| 5.                                | 16 lutego 2001   | Park City   | Mężczyźni   | Lincoln DeWitt | Martin Rettl     | Gregor Stähli     |
| 5.                                | 16 lutego 2001   | Park City   | Kobiety     | Alex Coomber   | Michelle Kelly   | Maya Pedersen     |
| Mistrzostwa Świata 2001 – Calgary |                  |             |             |                |                  |                   |

## Klasyfikacja

### Kobiety
| lp. | zawodnik          | kraj              | punkty |
| --- | ----------------- | ----------------- | ------ |
| 1.  | Alex Coomber      | Wielka Brytania   | 139    |
| 2.  | Steffi Hanzlik    | Niemcy            | 124    |
| 3.  | Maya Pedersen     | Szwajcaria        | 101    |
| 4.  | Tricia Stumpf     | Stany Zjednoczone | 99     |
| 5.  | Michelle Kelly    | Kanada            | 85     |
| 6.  | Lea Ann Parsley   | Stany Zjednoczone | 84     |
| 7.  | Monique Riekewald | Niemcy            | 81     |
| 8.  | Deanna Panting    | Kanada            | 62     |
| 9.  | Diana Sartor      | Niemcy            | 59     |
| 10. | Ursi Walliser     | Szwajcaria        | 54     |

### Klasyfikacja końcowa Pucharu Narodów w skeletonie
| Poz. | Państwo           | Pkt |
| ---- | ----------------- | --- |
| 1.   | Niemcy            | 218 |
| 2.   | Stany Zjednoczone | 208 |
| 3.   | Kanada            | 191 |
| 4.   | Szwajcaria        | 188 |
| 5.   | Wielka Brytania   | 172 |
| 6.   | Japonia           | 99  |
| 7.   | Austria           | 93  |
| 8.   | Włochy            | 87  |
| 9.   | Nowa Zelandia     | 59  |
| 10.  | Liechtenstein     | 45  |

### Mężczyźni
| lp. | zawodnik         | kraj              | punkty |
| --- | ---------------- | ----------------- | ------ |
| 1.  | Lincoln DeWitt   | Stany Zjednoczone | 201    |
| 2.  | Kazuhiro Koshi   | Japonia           | 199    |
| 3.  | Jimmy Shea       | Stany Zjednoczone | 194    |
| 4.  | Jeff Pain        | Kanada            | 169    |
| 5.  | Gregor Stähli    | Szwajcaria        | 143    |
| 6.  | Martin Rettl     | Austria           | 143    |
| 7.  | Philippe Cavoret | Francja           | 138    |
| 8.  | Chris Soule      | Stany Zjednoczone | 136    |
| 9.  | Kristan Bromley  | Wielka Brytania   | 123    |
| 10. | Pascal Richard   | Kanada            | 118    |

### Klasyfikacja końcowa Pucharu Narodów w skeletonie
| Poz. | Państwo           | Pkt |
| ---- | ----------------- | --- |
| 1.   | Stany Zjednoczone | 381 |
| 2.   | Kanada            | 357 |
| 3.   | Japonia           | 339 |
| 4.   | Austria           | 335 |
| 5.   | Wielka Brytania   | 311 |
| 6.   | Szwajcaria        | 310 |
| 7.   | Niemcy            | 305 |
| 8.   | Francja           | 278 |
| 9.   | Norwegia          | 239 |
| 10.  | Włochy            | 154 |